# O Eremita

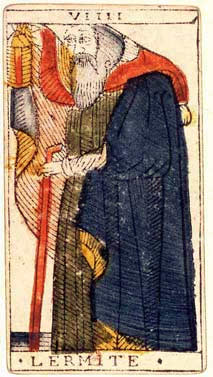
O Eremita do Tarô de Marselha

O Eremita ou Ermitão, é o nono Arcano maior do Tarot. É uma carta que simboliza o isolamento, restrição, afastamento. O eremita isola-se para descobrir o conhecimento que o rodeia, na natureza, por exemplo, e também para se autoconhecer. O aspecto fundamental é que necessita de cortar os laços (temporariamente ou não) com a sociedade que o rodeia. A carta tem o número IX e a letra hebraica TET.
De acordo com Jimmy Page - Led Zeppelin, no livro Luz e Sombra (pag. 198, Editora Globo, 2012), referida carta foi inspirada na pintura "A luz do mundo" de Willian Holman Hunt, pintor pré-rafaelita, retratando Jesus Cristo.

## Mensagem
Numa consulta, o Ermitão pode ser uma referência a algo que estava perdido, a uma revelação importante ao consulente. A luz do ermitão o envolve e o inclina à pesquisa paciente, aos estudos, ou faz com que o consulente se sinta incentivado a retornar um projeto abandonado há muito tempo.
Mas a carta não oferece nenhuma esperança de realização, de progresso. Sua influência é neutra, recomenda paciência e dedicação ao consulente e aconselha-o a observar o seu caminho antes de cada novo passo. Significa portanto, espírito de sacrifício, prudência, discrição, recuo, vigilância.